# Roc de Curet

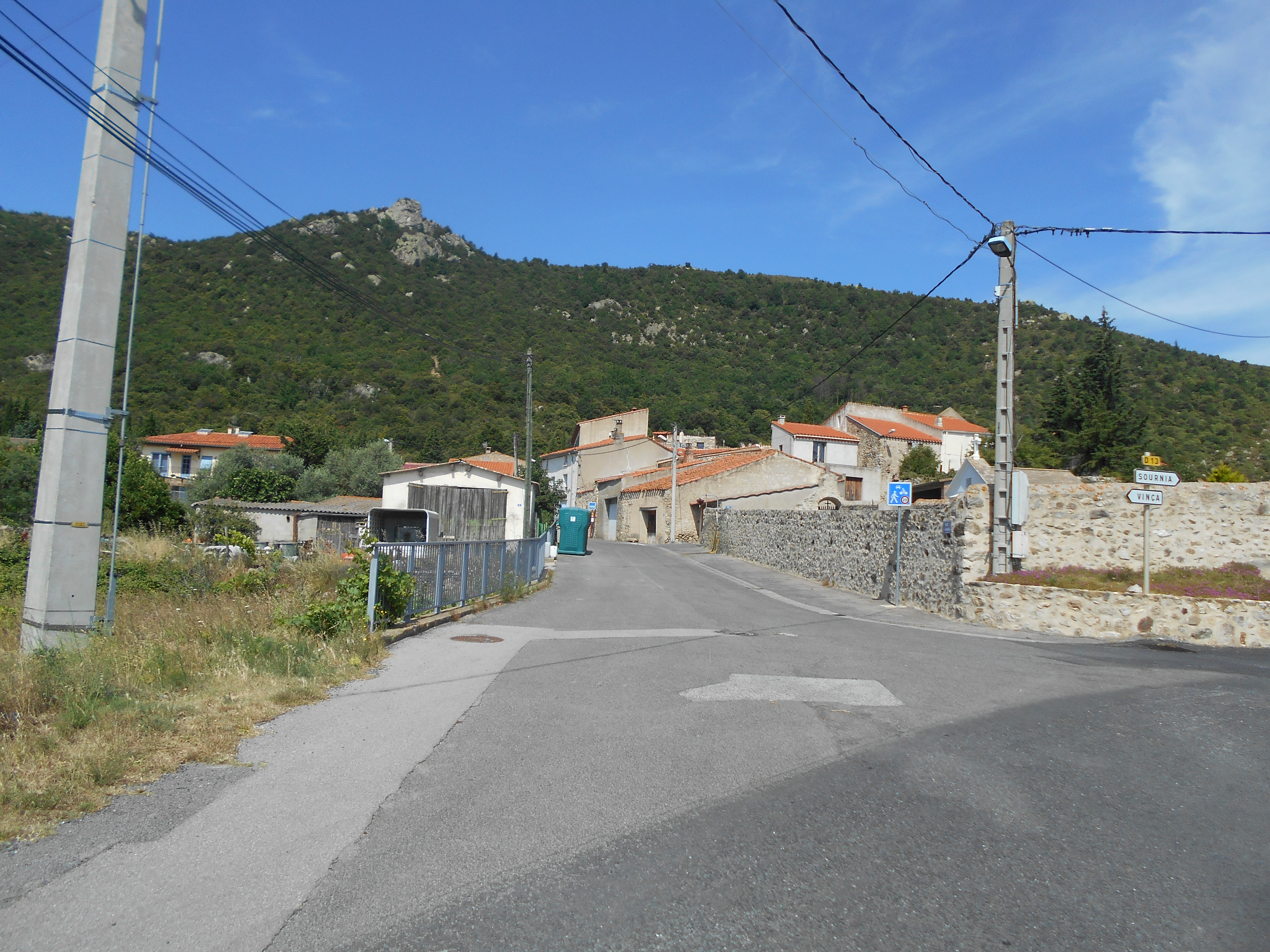
El Roc de Curet, a Tarerac

El Roc de Curet és una formació rocosa i muntanya de 850,1 m alt del límit dels termes comunals de Tarerac i de Campossí, el primer de la comarca del Conflent, i el segon, de la de la Fenolleda, a la Catalunya del Nord el primer i a Occitània el segon, si bé en una comarca històricament unida a la Catalunya del Nord. És, per tant, un dels límits septentrionals dels Països Catalans.
És és a la zona nord-occidental del terme de Tarerac i a la sud-oriental del de Campossí, 